# سید علی غیوری
سید علی غیوری (زاده ۱۳۰۹، درگذشت ۲۷ آذر ۱۳۹۳) نماینده ولی فقیه در جمعیت هلال احمر، نماینده ولی فقیه و امام جمعه سابق شهرری و نماینده مردم تهران در چهارمین دوره مجلس شورای اسلامی بود.

## تولد
سید علی غیوری فرزند سید مصطفی در سال ۱۳۰۹ شمسی در نجف‌آباد اصفهان متولد شد. پدرش کاسب و مادرش مریم سادات خانه‌دار بود.

## تحصیلات
سید علی غیوری تا پایان دورۀ ابتدایی در زادگاه خود تحصیل کرد و سپس مشغول تحصیلات حوزوی شد. با اینکه پدرش و نیز مدیر مدرسه‌اش با این تصمیم مخالف بودند، وی با اصرار رضایت آنان را به دست آورد و در سال ۱۳۲۵ رهسپار اصفهان شده و در مدرسه علمیه نیماورد شروع به تحصیل علوم دینی کرد. در مدت ۲ سال اقامت در اصفهان، مقدمات و بخشی از سیوطی و حاشیه را در نزد آقایان ایران‌نژاد، صالحی، فرقدانی و محمد توسلی فراگرفت.
سپس برای تکمیل دانش خویش به قم رفت و در مدرسهٔ حاج ملاصادق ساکن گردید. حاشیه را نزد همشهری خود آیت‌اللهابراهیم امینی فراگرفت. برای آموختن رسائل، مکاسب و لمعتین در درس آیت‌الله مشکینی و آیت‌الله سلطانی طباطبایی حاضر شد و قوانین را نزد آقا شیخ عبدالجواد سدهی آموخت. مطول را هم در نزد شیخ نعمت‌الله صالحی نجف‌آبادی ـ همان واعظی که وعظش او را به علوم دینی علاقه‌مند نمود ـ فراگرفت. پس از تکمیل مقدمات در درس خارج فقه آیت‌الله بروجردی شرکت کرد و هم‌زمان به درس خارج فقه آیت‌الله عباسعلی شاهرودی و آیت‌الله حاج شیخ مرتضی حائری می‌رفت. شرکت در درس نکاح آیت‌الله گلپایگانی، اصول امام و مکاسب آیت‌الله نجفی از دل‌مشغولی‌های او در این زمان بود. مدرسهٔ حجتیه مأوای بعدی او بود که پس از مدرسهٔ ملاصادق انتخاب کرد و در آنجا بود که توسط آیت‌الله ابراهیم امینی معمم شد.

## فعالیت‌های پیش از انقلاب
اجازه در امور حسبیه و شرعیه از آیت‌الله خمینی
بسم اللّه الرحمن الرحیم
الحمدللّه رب‌العالمین، و الصلوة و السلام علی محمد و آله الطاهرین، و لعنة اللّه علی اعدائهم اجمعین.
و بعد، جناب مستطاب عمادالاعلام و ثقةالاسلام آقای آقا سیدعلی غیوری نجف‌آبادی ـ ایّده اللّه تعالی ـ از جانب حقیر مجازند در تصدی امور حسبیه و شرعیه که در عهد غیبت ولی عصر ـ عجل اللّه فرجه الشریف ـ تصدی آن از مختصات فقیه جامع الشرایط است. و مجازند در اخذ وجوه شرعیه از قبیل مجهول المالک و زکات و سایر صدقات و ایصال آن به محل مقرر آنها؛ و نیز مجازند در اخذ سهم مبارک امام ـ علیه السلام ـ و صرف آن در اعاشۀ خود به نحو اقتصاد، و صرف ثلث بقیه در ترویج شریعت مطهره و علوّ کلمۀ حق، و ایصال دو ثلث دیگر را نزد حقیر برای صرف در حوزۀ علمیه.
«و اوصیه بما اوصی به السلف الصالح من ملازمة التقوی و التجنب عن الهوی و مراعاة الاحتیاط فی جمیع ما اجزت له؛ و ارجو منه ان لا ینسانی من صالح دعواته».[*]

به تاریخ ۳ شهر ذی الحجة الحرام ۱۳۸۰

روح اللّه الموسوی الخمینی
[*] ـ «و سفارش می‌کنم او را به آنچه که سلف صالح سفارش کرده اند از رعایت همیشگی تقوا و پرهیز از هوای نفس و مراعات احتیاط در تمام مواردی که به او اجازه دادم؛ و امید آن دارم که ایشان در دعاهای شایستۀ خویش مرا فراموش نکند». 
- آشنایی با جمعیت فدائیان اسلام‌ و شرکت در جلسات سخنرانی سید عبدالحسین واحدی و سید مجتبی نواب صفوی در سال ۱۳۲۸.[۹]
- سفر تبلغی‌به شهرری‌ در عید غدیر ۱۳۴۰، به دعوت هیئت ملایری‌ها، فراهم ساختن مقدمات بنای مسجد امام حسن عسگری(ع) و ساخت شبستان مسجد در مدت حدود چهل روز.
- مهاجرت به شهرری در سال ۱۳۴۱ به دعوت مردم شهرری و دستور امام به‌عنوان نماینده ایشان برای تبلیغ احکام و معارف اسلامی.
- احداث و را اندازی دبستان دخترانهٔ «رضویه»، پسرانهٔ «امام سجاد»، مدارس راهنمایی و دبیرستان‌های دخترانه و پسرانهٔ «مکتب صدوق» و «۲۲ بهمن» به همراه تهیه ناهار، لباس، نوشت افزار و وسیلهٔ ایاب و ذهاب برای ایتام و ایجاد مکانی برای سرپرستی آنها.

بنیان نهادن یکی از نخستین صندوق‌های قرض‌الحسنه‌به نام امام حسن عسگری(ع) در سال ۱۳۴۵.
به همت او خیابان «سیمان صفاییه» شهرری‌ که از لحاظ مفاسد شهره بود، محیطی فرهنگی و مذهبی شد؛ همچنین با پول گزافی، قهوه‌خانۀ مجاور مسجد را که محل فساد بود، خراب و تبدیل به کتابخانه کرد.
- تبلیغ مرجعیت امام در منطقه شهرری.
- فراهم کردن بودجه لازم برای پرداخت اولین شهریه از سوی امام.
- برپا کردن تظاهرات علیه رژیم پهلوی در اعتراض به بازداشت امام در ۱۵ خرداد ۱۳۴۲.

در این زمان، منزل ایشان مرکز فعالیت روحانیون انقلابی به ویژه آیت‌الله حسینعلی منتظری‌ شد و بسیاری از علما، برای گفتگو دربارۀ حوادث روز به خانۀ وی می‌آمدند.
- فعال کردن مسجد امام حسن عسگری(ع) به عنوان مرکزی برای فعالیت‌های انقلابی، پس از تبعید امام در ۱۳ آبان ۱۳۴۳، با دعوت از روحانیونی همچون محمدتقی فلسفی، ابوالقاسم خزعلی‌، محمد امامی کاشانی‌، علی اصغر مروارید و فضل‌الله محلاتی‌ برای ایراد سخنرانی.

	همچنین با برپایی جلسات مخفی با جمعی از روحانیون همچون مرتضی مطهری‌، سید محمد حسین بهشتی‌، محمدرضا مهدوی کنی‌، امامی کاشانی‌، علی اکبرهاشمی رفسنجانی، مروارید، مهدی شاه‌آبادی‌، حسن لاهوتی، سید عبدالمجید ایروانی‌، محلاتی‌ و محمد مفتح‌ در روزهای پنج‌شنبه، برای کمک به انقلاب، نشر اعلامیه و کمک به خانوادۀ زندانیان و تبعیدشدگان تلاش میکرد. این گروه، بعدها، هستۀ اولیۀ جامعهٔ روحانیت مبارز را شکل داد.
- اهتمام فراوان برای حمایت مالی از خانوادۀ زندانیان سیاسی تا آنجا که آیت‌الله سید محمود طالقانی‌ از زندان برای وی پیام تمجید فرستاد.
- حمایت مالی از محمد منتظری‌ و سید علی اندرزگو برای انجام فعالیت مسلحانه.
- دستگیری

در سال ۱۳۴۶، به دلیل فعالیت‌های سیاسی و مبارزاتی و انتشار اعلامیهٔ امام در تقبیح تاجگذاری شاه، دستگیر و به زندان قزل قلعه منتقل شد. دوران زندان را در کنار هاشمی‌رفسنجانی، عبدالرحیم ربانی شیرازی، مهدی کروبی، رستمی نجف‌آبادی، صاحب الزمانی و فهیم کرمانی گذراند. در این دوره بر اثر شکنجه، به کمر و پهلو درد شدیدی مبتلا شد. با وجود شکنجهٔ فراوان به نام فردی که اعلامیه‌ها را به او سپرده بود، اشاره نکرد، تا اینکه با خروج سید محمود دعایی از ایران، فردی که اعلامیه‌ها را به او داده بود، از این مسئولیت رهایی یافت. این مسئله موجب شد که از فشار بر او کاسته شده و به بند منتقل شود. وی در حدود یک سال در زندان بود.
- تبعید

در سال ۱۳۵۲، افشای گروه نظامی ابوذر، موجب دستگیری تعداد زیادی از روحانیون از جمله وی شد. او پس از بازداشت به مدت ۳ سال به سیرجان‌ تبعید شد.
در تبعید، به توصیهٔ آیت‌الله منتظری، خانه ششصد متری عبدالله نوری در قم را خرید و آن را به مدرسۀ طلاب تبدیل کرد. او می کوشید در این مدرسه طلبه‌ها را تأمین کند تا نیاز مالی به خانواده نداشته باشند. به طلاب صبحانه ناهار و شام داده می شد و اگر مخارج جانبی پیدا می کردند، مریض می شدند، یا ازدواج می کردند، به آن‌ها کمک می‌شد.
این مدرسه که بعدها «عترت آل محمد(ص)» نام گرفت، تحت مدیریت داماد آیت‌الله، شیخ حسن منتظری، به مرور گسترده‌تر شد. زمانی آیت‌الله محمد مومن گفته بود که بیشتر جوایز را طلاب مدرسه آیت‌الله غیوری می‌بَرَند.
او در تاریخ ۱۳۵۵/۰۶/۲۵ پس از اتمام دورهٔ تبعید به تهران‌ بازگشت و فعالیت‌های سیاسی خود را پی‌گرفت.
- تأمین مالی و پرداخت دستمزد اعتصاب کنندگان از جمله کارکنان شرکت نفت.
- در ماه رمضان ۵۷، همراه با دوازده نفر از روحانیون از جمله آقایان هاشمی رفسنجانی، محمدباقر محی‌الدین انواری‌، سید هادی خسروشاهی، امامی کاشانی‌، سید عبدالکریم موسوی اردبیلی‌، محمد جواد باهنر، سید مهدی امام جمارانی‌ و کروبی بازداشت شد، اما پس از ۲۴ ساعت، تحت فشار مردم و بازاری‌ها آزاد شدند.[۱۰]
- حضور در جمع علمای متحصن در مسجد دانشگاه تهران‌ که در اعتراض به بستن فرودگاه‌ها توسط دولت بختیار صورت گرفته بود.[۱۱]

## فعالیت‌های پس از انقلاب
- نمایندۀ ولی فقیه و امام جمعه یشهرری.
- تشکیل کمیته‌های انقلاب شهرری.
- تأسیس جمعیت تعاون اسلامی، جهت کمک به مناطق محروم، خصوصاً استان سیستان و بلوچستان، در سال ۱۳۵۸.[۱۲]
- تأسیس سازمان اقتصاد اسلامی به پیشنهاد آیت الله بهشتی و ریاست هیئت مدیرهٔ آن.[۱۳]
- عضویت در هیئت امنای آستانهٔ حضرت عبدالعظیم(ع) توسط امام.[۱۴]
- تولیت بقعهٔ ابن بابویه.[۱۵]
- نمایندگی امام در آفریقا:

در این دوره خدمات شایان توجهی مانند تأسیس بیمارستان، مدرسه و مراکز گسترش اسلام در آفریقا انجام داد.
- انتصاب به عنوان نمایندۀ امام در جمعیت هلال احمر:

متن حکم امام بدین شرح است:
بسم اللّه الرحمن الرحیم
جناب حجت‌الاسلام آقای حاج سید علی غیوری، دامت افاضاته
از آنجا که سازمان هلال احمر جمهوری اسلامی ایران یک مؤسسۀ عام المنفعه و سازمان کمک رسانی به طبقۀ محروم و گرفتار می‌باشد و مکرراً درخواست نماینده ای از اینجانب داشته اند، بدین وسیله جنابعالی به سمت نمایندگی از طرف اینجانب در سازمان مزبور تعیین می‌شوید که ان شاءاللّه تعالی ضمن راهنماییهای لازم و نظارت بر امور، هر چه بیشتر مسئولان این مؤسسه را در انجام وظایف خطیر و حساسی که به عهده دارند راهنمایی کنید، و با ارشادهای معنویِ خود، آنها را در کمک به محرومان و مستضعفان آماده تر سازید. امید است با همکاری یکدیگر این وظیفۀ اسلامی و انسانی را به نحو احسن انجام دهید. ان شاءاللّه موفق باشید.

۱۳ اردیبهشت ماه ۱۳۶۱

روح اللّه الموسوی الخمینی
- تأسیس بنیادهای خیریه از جمله:

بنیاد المهدی(عج) به منظور کمک به کشورهای آفریقایی.
بنیاد خیریهٔ حضرت خدیجه(س)، بنیادی علمی و مخصوص خواهران.
بنیاد نور جهت کمک به فقرا.
بنیاد هدایت و حمایت اسلامی جهت سرپرستی و کمک به دختران بی سرپرست.
- نمایندهٔ رهبری در انجمن اسلامی فارغ التحصیلان اروپا و آمریکا.[۱۵]
- تأسیس مؤسسه باقیات الصالحات در ۱۴ اردیبهشت سال ۱۳۷۰ و نمایندهٔ رهبری و ریاست هیئت مدیرهٔ آن.[۱۹]
- مسئولیت امور مالی دانشگاه آزاد از سوی رهبری.[۲۰]
- راه یافتن به مجلس شورای اسلامی به عنوان نمایندۀ مردم تهران در چهارمین دورهٔ انتخابات مجلس، در دور دوم انتخابات.[۲۱]
- تأسیس مجتمع آموزشی فرهنگی غیر دولتی دخترانه شهید سید حسن غیوری(ویژهٔ ایتام محروم از پدر) در سال ۱۳۷۳.[۲۲]

## درگذشت
سید علی غیوری ۲۷ آذر ۱۳۹۳ شمسی، به علت ایست قلبی در تهران درگذشت و به فرزند شهیدش(سید حسن) پیوست. روز ۲۹ آذر ۱۳۹۳، پیکر وی پس از تشییع از مقابل مسجد امام حسن عسکری(ع) شهرری و اقامه نماز توسط آیت‌الله امامی کاشانی، در آستانه حضرت عبدالعظیم(ع) به خاک سپرده شد.